# Chambi Nemzeti Park

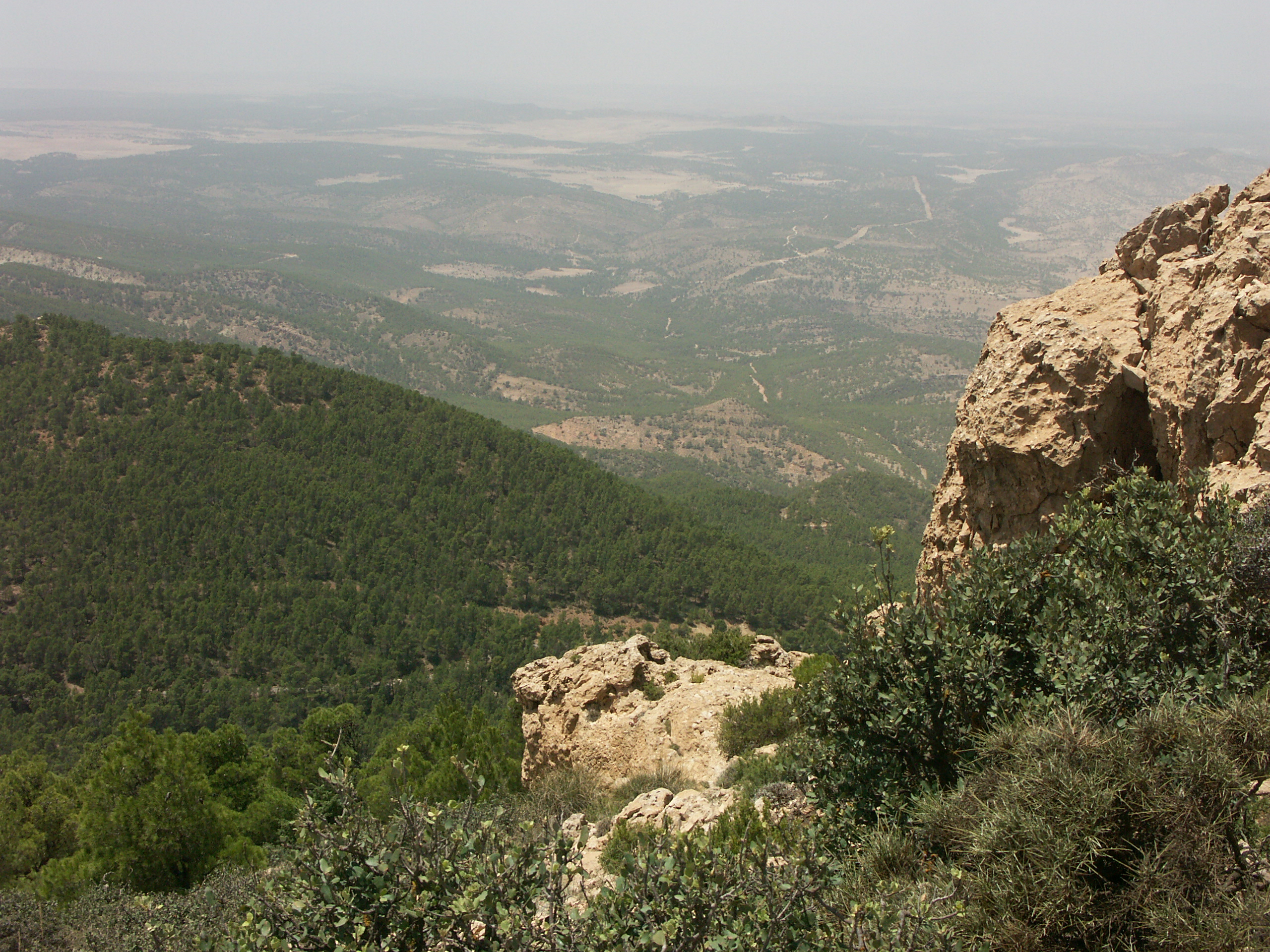
Chambi Nemzeti Park részlete

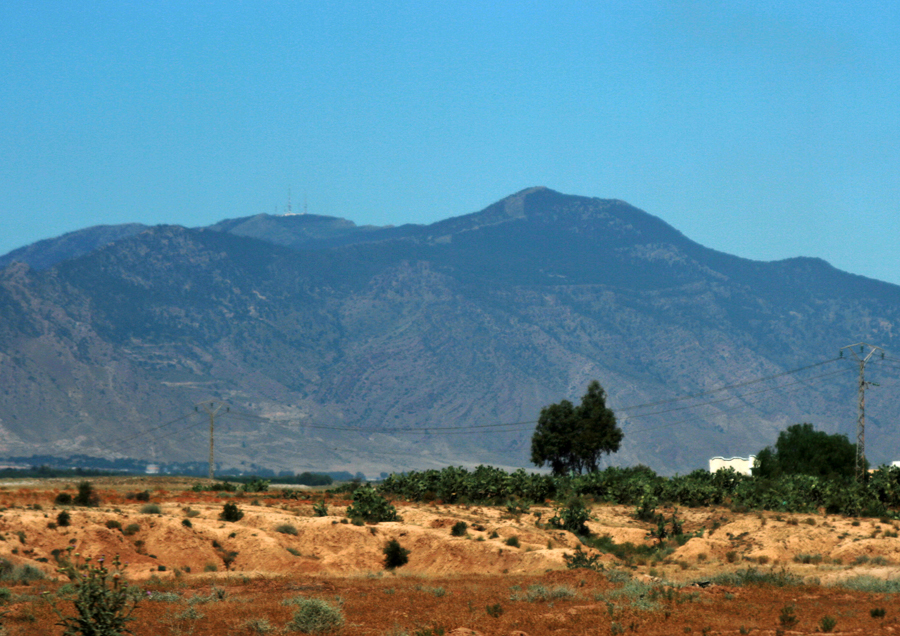
Chambi Nemzeti Park

A Chambi Nemzeti Park - Tunézia nyugati részén, az algériai határ közelében az Atlasz hegység részét képező Djeben Chambi hegység közelében, mintegy  6732 hektárnyi területen fekszik.

## Fekvése
Kasszerine-től 15 km-rel nyugatra található.

## Története
A tunéziai kormány 1980-ban határozta el, hogy védelme alá veszi az ország nyugati részén, az algériai határ közelében fekvő területet. Az ekkor létrehozott nemzeti park a Chambi nevet kapta, de a terület már 1977-től az UNESCO rezervátumai közé sorolták.

## Növényvilága
Az eltérő tengerszint feletti magasság ban fekvő nemzeti park az itt található 262 növényfajt három övezetre osztotta:
- Az első övezet 900 m magasságig terjed, amelyre az eszparto nevű fűszerű növény jellemző.
- 900 m és 1100 m között borókaerdők találhatók.
- 1100 m felett a növényzetet tölgyerdők jellemzik.

## Állatvilága
Az állatvilágot mintegy 24 emlősfaj képviseli. A fenyőkkel és különböző fajta gyógynövényekkel borított lejtőin szerencsés esetben akár gazellák, kosok vagy hiénák csordáit is láthatók.  A nemzeti park címerében is gazella látható. A park számos turisztikai lehetőséget kínál a kezdő és a profi hegymászók részére is.
A legvédettebb itt élő állatok közé tartozik a sörényes juh, amelyből megközelítőleg csupán 200 darab él.

## Galéria

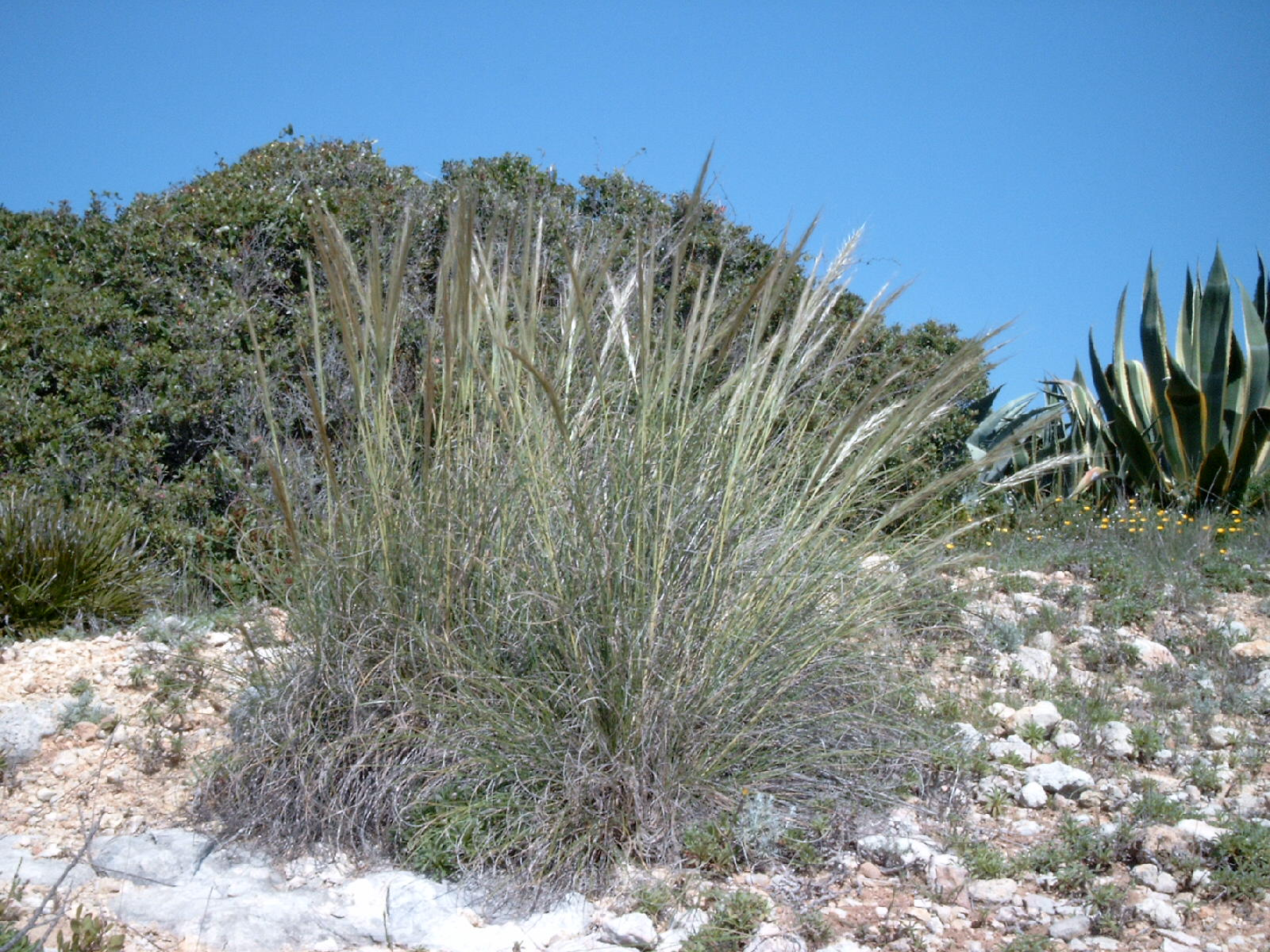
Eszpartófű
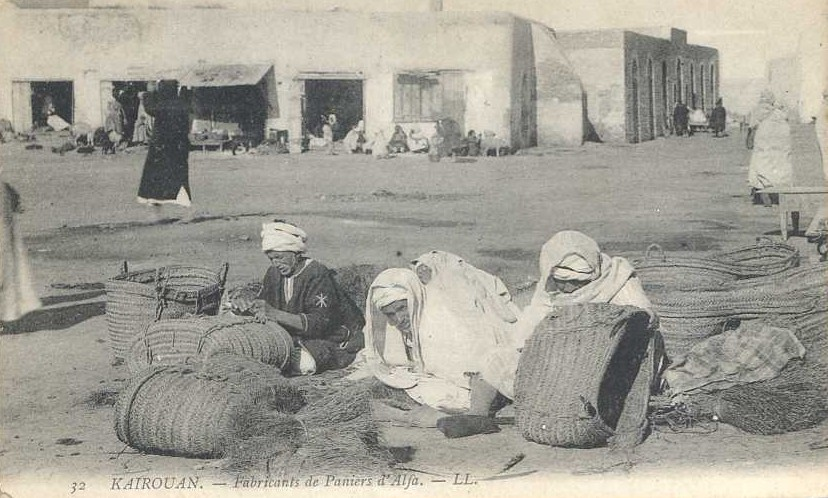
Eszpartófűből készült kosarak
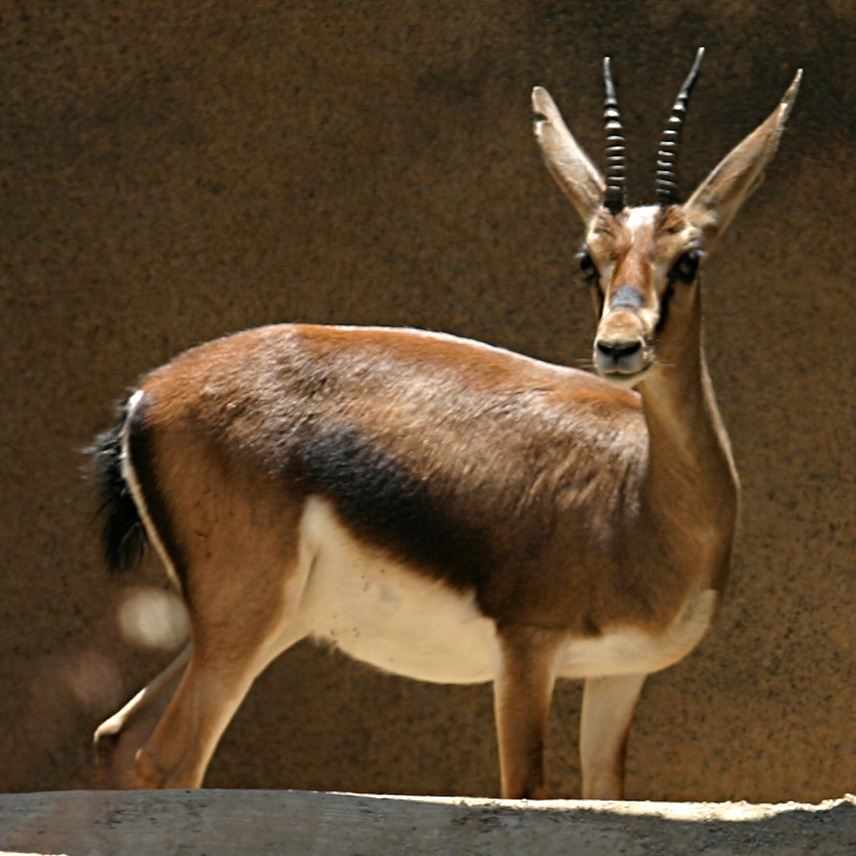
Gazella
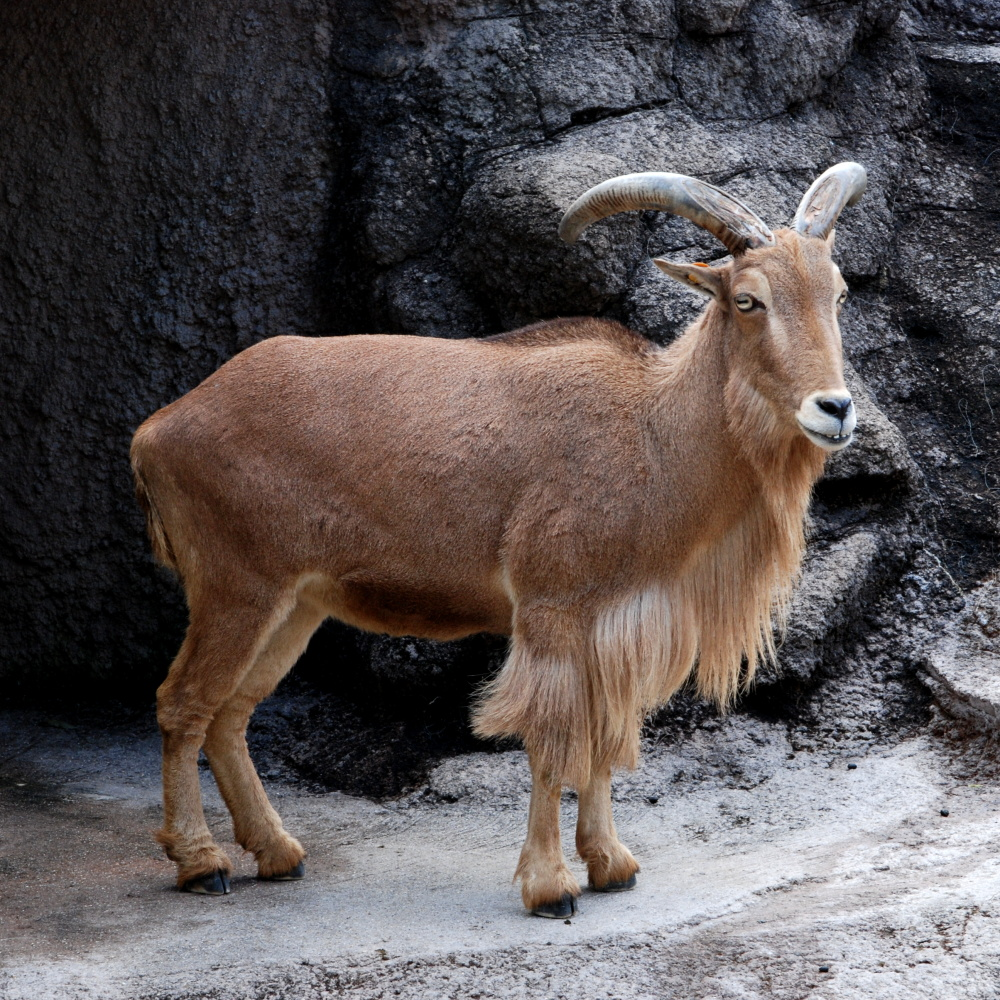
Sörényes juh